# Diaea rohani
Diaea rohani là một loài nhện trong họ Thomisidae.
Loài này thuộc chi Diaea. Diaea rohani được Jean-Louis Fage miêu tả năm 1923.